# SkyRiver Studios
SkyRiver Studios est un studio de développement de jeux vidéo russe fondé en 2001 et basé à Samara. Il a disparu en 2008.

## Ludographie
- 2004 : AIM: Artificial Intelligence Machines
- 2007 : Zapredel’e
- 2008 : A.I.M. 2: Clan Wars
- 2008 : A.I.M. Racing
- 2009 : Burja v stakane: Gonki na maršrutkah